# Grafschaft Katzenelnbogen

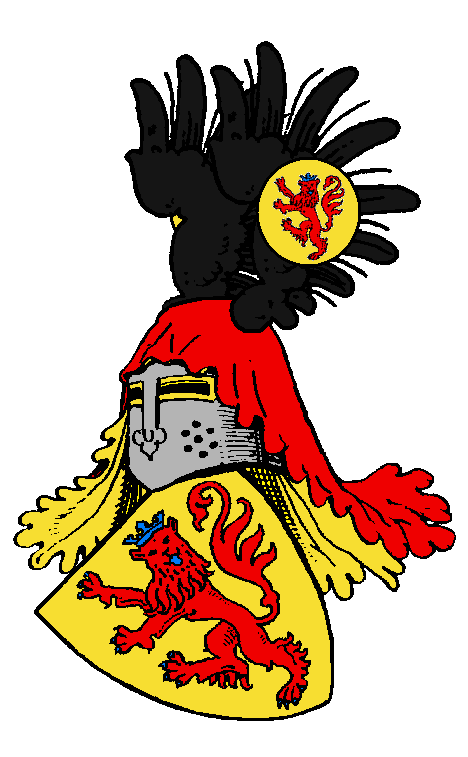
Wappen der Grafen von Katzenelnbogen

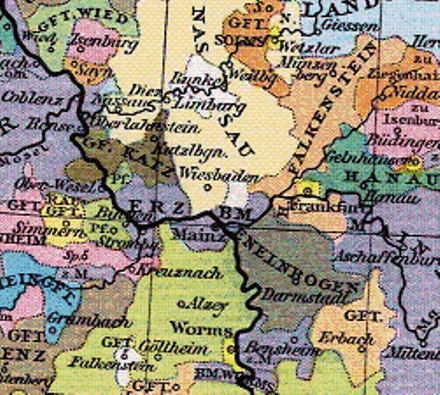
Grafschaft Katzenelnbogen um 1400.

Die Grafschaft Katzenelnbogen war eine reichsunmittelbare Grafschaft im Heiligen Römischen Reich, die von 1095 bis 1479 am Mittelrhein bestand. Ab 1479 waren die Landgrafen von Hessen Besitzer der Grafschaft und Träger des Grafentitels. Der Titel „Graf zu Katzenelnbogen“ ist bis heute Bestandteil des Familiennamens im Haus Hessen. Weitere Träger des Titels sind die Vertreter zweier noch regierender Häuser, nämlich der Großherzog von Luxemburg sowie der König der Niederlande. Stammsitz der Grafen war die Burg Katzenelnbogen in der heutigen Stadt Katzenelnbogen.
Selbst auf ihrem Höhepunkt war das Gebiet der Grafschaft in zwei Hauptgebiete geteilt, die später – als Folge der 1567 erfolgten Teilung der Landgrafschaft Hessen – jeweils zum Kern unterschiedlicher Territorien wurden:
- die Niedergrafschaft um Katzenelnbogen und die Burg Rheinfels, später Kern der bald wieder erloschenen Landgrafschaft Hessen-Rheinfels,
- die Obergrafschaft um Darmstadt, später Kern der Landgrafschaft Hessen-Darmstadt.

## Geschichte

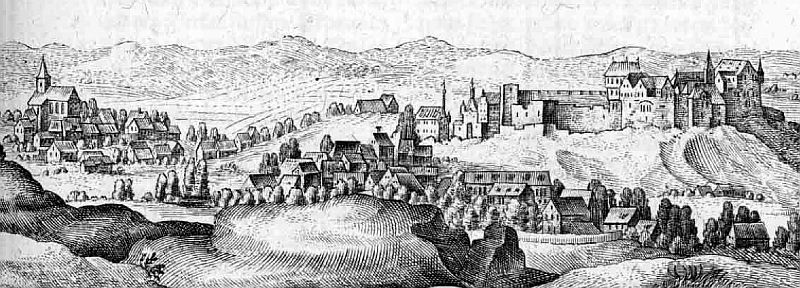
Katzenelnbogen – Auszug aus der Topographia Hassiae von Matthäus Merian 1655

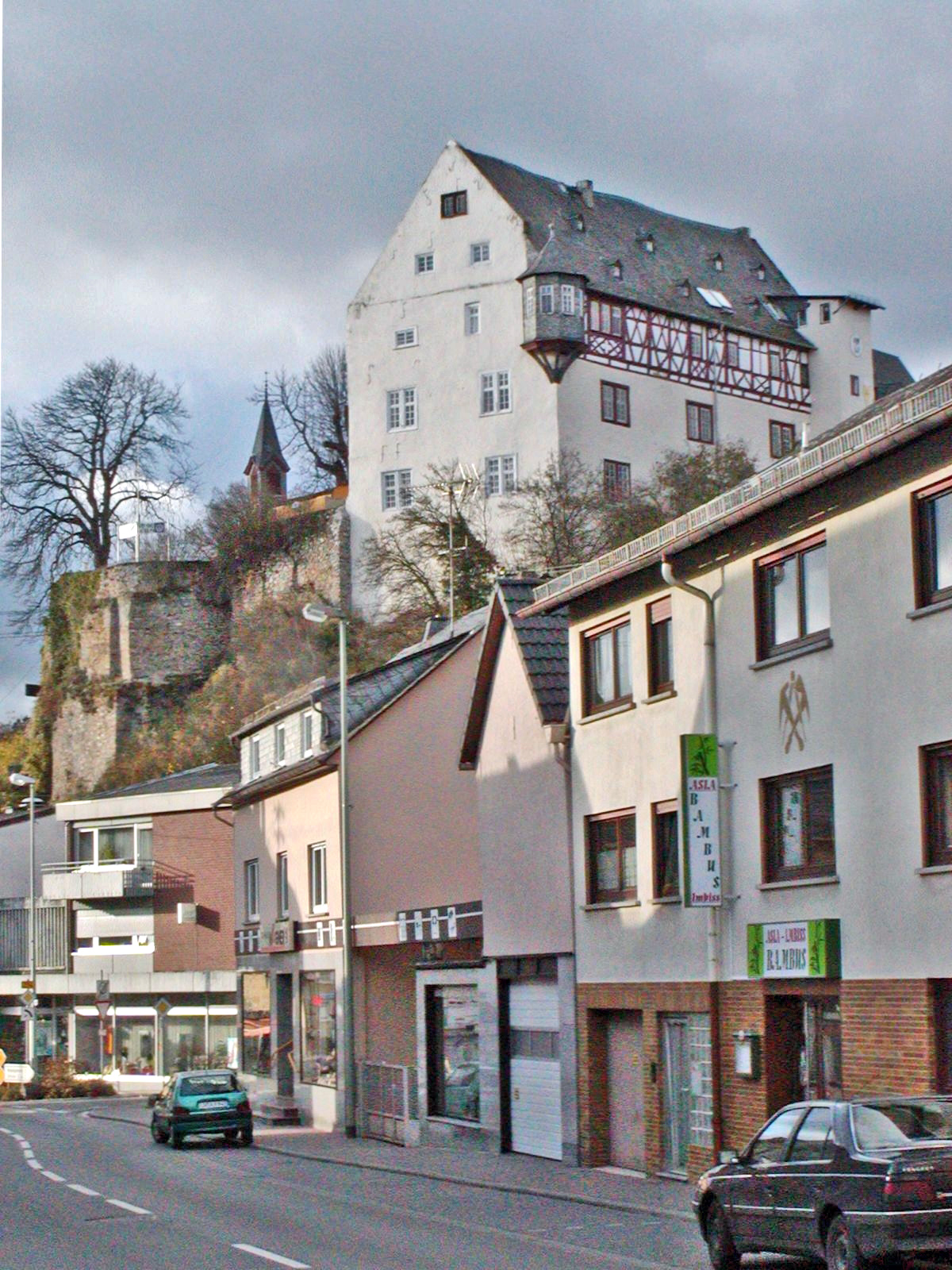
Burg Katzenelnbogen in der Stadt Katzenelnbogen im heutigen Rhein-Lahn-Kreis in Rheinland-Pfalz

Die Katzenelnbogener werden erstmals in den Siegburger Urkunden des 11. Jahrhunderts mit Diether I. als Vogt der Abtei Prüm (ca. 1065–1095), erwähnt:
1066–1075 Erzbischof Anno II. von Köln bekundet, dass er die Nutzung der Güter zu Sülz (Sulsa) des von ihm zu Ehren der Heiligen Maria und Michael gegründeten Klosters Siegburg unter Zustimmung und Mitwirkung des Abtes Erpho (Kloster Siegburg), dem Edlen Dietrich und dessen Frau Meinlindis auf Lebenszeit übergeben hat. Hierfür haben Dietrich und seine Frau dem genannten Kloster ihren Besitz zu Kirchscheid (Sceida) mit 30 namentlich genannten Hörigen übereignet. – Anschließend werden 49 Zeugen (mit Vornamen) genannt.- Et ut hoc stabile et inconvulsum permaneat, istius cirografi et sigilli nostri approbatione confirmare curavimus.
und scheinen ihren ältesten Sitz im Einrich auf der Egenroth gehabt zu haben:
1095–1096 Siegburg – Erzbischof Hermann von Köln bekundet, dass Heinrich  und Diether, Söhne Diethers des Älteren, dem Abt Reinhard und Kloster Siegburg von ihren Erbgütern bei Lay, heute ein Stadtteil von Koblenz, den größeren Teil ihres Salhofes mit Zubehör für 100 Mark verkauft haben. Die Vergabung (donatio) der Kirche, welche auf diesem Allod erbaut ist, soll allein dem Abt zustehen und diese nicht nur für die zum Hofe gehörenden Leute, sondern auch für alle Bewohner eines vom Laubach (Loip-), Königsbach (Cunge-) und Wacke begrenzten Bezirkes kirchlich zuständig sein. – Die Übergabe geschah auf den Altar des Heiligen Michael durch die Hände des Erzbischofs und des Grafen Adalbert von Nörvenich, Vogt dieses Ortes, und wurde durch den Eide zweier Diener derselben, Ordunc und Hartbert, bekräftigt, wobei die beiden Ministerialen Wippizo und Dumelo als Machtboten (missi) des Pfalzgrafen Heinrich II. zugegen waren.
Die rechtsrheinisch etwa zwanzig Kilometer östlich der Loreley im Taunus gelegene Burg Katzenelnbogen wurde ab 1094 von Diether I. und seinem Sohn Heinrich I. erbaut. Vermutlich agierten sie dabei als Vögte des Klosters Bleidenstadt, auf dessen Vogteigut die Burg entstand. Kurz darauf gaben sie vermutlich Burg Egenroth auf, gründeten aber um 1130 am Fuß deren Burgbergs Kloster Gronau, das für knapp zwei Jahrhunderte das Hauskloster des Geschlechts war.
Heinrich II. von Katzenelnbogen war der erste politisch bedeutende Vertreter des Grafenhauses, was wohl damit zusammenhängt, dass sein Halbbruder Hermann von Stahleck der Schwager von König Konrad III. war. Konrad übertrug Heinrich II. 1138 die Grafschaft im Kraichgau (südlich Heidelberg) und verlieh dem Haus dadurch die Grafenwürde. Zudem berief Konrad 1141 Heinrichs Bruder Philipp von Katzenelnbogen zum Bischof von Osnabrück.
Kaiser Friedrich I. berief 1174 Hermann von Katzenelnbogen zum Bischof von Münster und setzte ihn mehrfach in diplomatischer Funktion ein, unter anderem in Rom und Byzanz. Hermann II. machte Kloster Eberbach zum Hauskloster der Katzenelnbogener, in dem sich von 1311 an im Südteil des Querschiffes der Klosterkirche die Familiengrablege befand. Hermann blieb auch unter Heinrich VI. und Otto IV. ein wichtiger Amtsträger. Sein Bruder Diether war Kanzler von Heinrich VI. und starb 1191 bei dessen Italienfeldzug.
1190 erhielten die Grafen das Vogteirecht und erbauten zwischen 1190 und 1230 die Burg Hohenstein an der Aar, den späteren Verwaltungssitz der Grafschaft.
1219 erhielten die Katzenelnbogener erstmals das Zollprivileg von Sankt Goar.

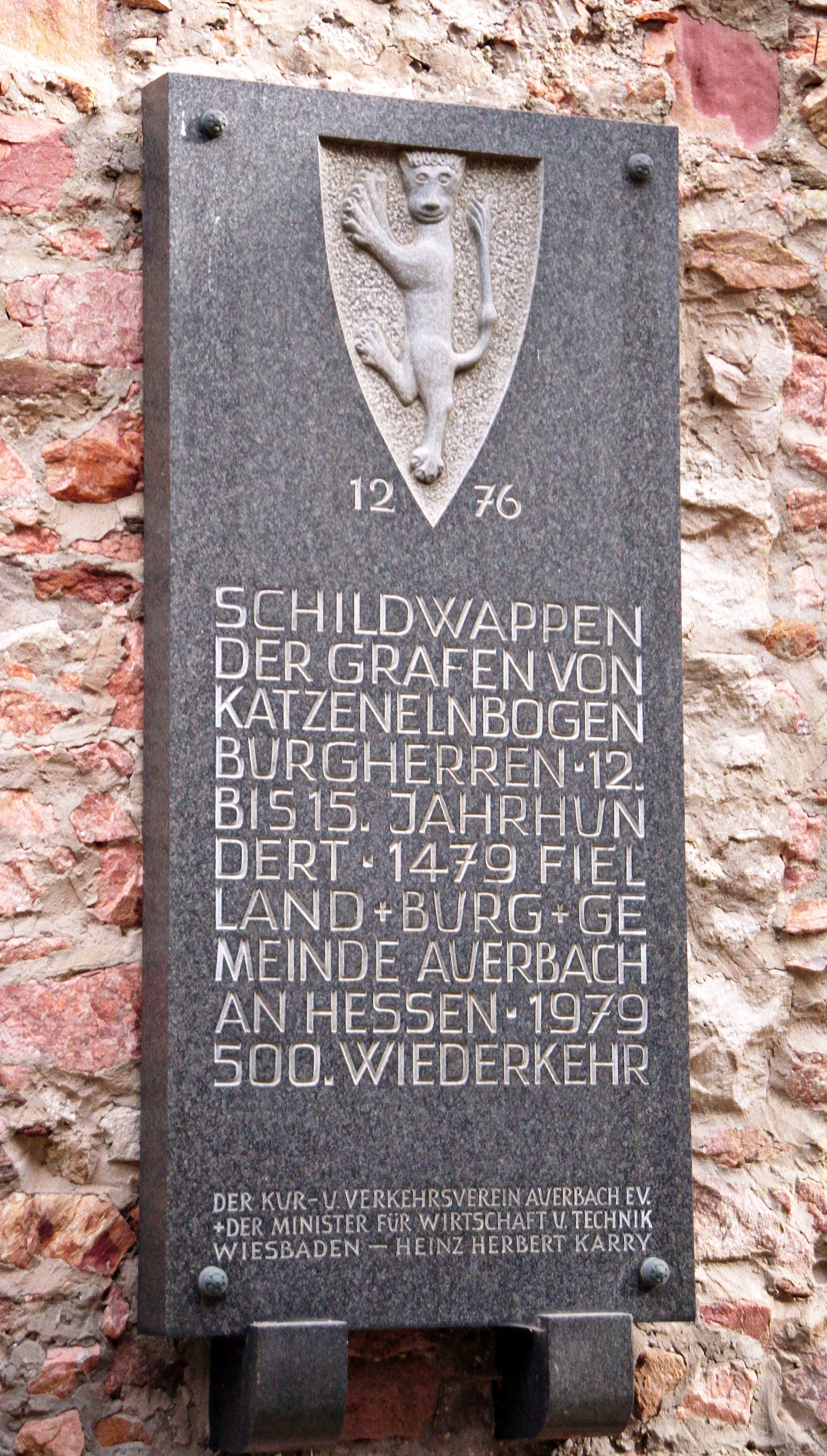
Gedenktafel mit dem Katzenelnbogener Wappen im Pallas von Schloss Auerbach

Diether IV. von Katzenelnbogen baute Burg Lichtenberg zu einem territorialpolitischen Mittelpunkt aus und nannte sich „comes de Lichtenberg“ (Graf von Lichtenberg). Des Weiteren baute er Schloss Auerbach zum Schutz der Besitzungen Auerbach und Zwingenberg an der Bergstraße.
Um die Mitte des 13. Jahrhunderts errichteten die Grafen von Katzenelnbogen in Darmstadt eine Wasserburg, die den nördlichen Ausgangspunkt der als Verkehrsweg vielgenutzten Bergstraße und damit den Handel zwischen Heidelberg und Frankfurt kontrollierte.
Im Jahr 1245 baute Diether V. von Katzenelnbogen die linksrheinische Burg Rheinfels bei Sankt Goar und konnte damit sowohl von den rheinaufwärts als auch von den rheinabwärts fahrenden Schiffen Zoll erheben (Sankt Goarer Doppelzoll). Diether V. vergrößerte 1249 seinen Besitz in der Rhein-Main-Spitze wesentlich, da ihm der staufische Gegenkönig Wilhelm von Holland die Pfalz Tribur und den zugehörigen Reichsbesitz, für dessen Hilfe gegen die römische Kirche und gegen Kaiser Friedrich II. und dessen Sohn Konrad IV., übertrug.
 Trotz des Eintritts in den Rheinischen Städtebund, der unter anderem die Zollerhebung regeln sollte, erhöhte Diether V. 1255 den Zoll und wurde deshalb von einem Heer des Städtebundes angegriffen. Die Burg Rheinfels hielt ein Jahr und 14 Wochen der Belagerung von 8000 Fußknechten, 1000 Reitern und 50 Schiffen stand, ehe die Angreifer unverrichteter Dinge wieder abzogen.
 1259 kam das Erbe der Herren von Dornberg mit der Burg Dornberg, nach deren Aussterben, an die Katzenelnbogener.
Die Schwester Diethers V., Adelheid, heiratete vor 1250 Walram II. von Nassau, den Begründer der Walramschen Linie des Hauses Nassau, und war Mutter von König Adolf von Nassau sowie von Diether von Nassau, Erzbischof zu Trier (1300–1307).

### Teilung
Mit dem Teilungsvertrag von 1260 teilte sich das Haus in eine ältere (vertreten durch Diether V.) und eine jüngere Linie (vertreten durch Eberhard I.), wobei die ältere Linie vermehrt Besitzungen in der Niedergrafschaft und die jüngere Linie vermehrt Besitzungen in der Obergrafschaft erhielten. Beide Linien blieben jedoch durch Besitzungen und Rechte im Territorium der jeweils anderen eng miteinander verbunden, anders als bei vielen vergleichbaren Aufspaltungen von Adelshäusern. Beispielsweise stimmten sie ihr umfangreiches und architektonisch ambitioniertes Burgenbauprogramm miteinander ab.

### Ältere Linie
Diether V. hatte bereits um 1257 die Burg Dornberg erworben und seinen Hauptsitz dorthin verlegt. Der Sohn Diethers V., Wilhelm I. von Katzenelnbogen, heiratete 1284 Irmgard von Isenburg, was ihm Besitz um Sankt Goarshausen einbrachte. Zusammen mit der ab 1319 errichteten Burg Reichenberg und der um 1370 errichteten Burg Neukatzenelnbogen („Burg Katz“) bildete dieser Besitz die Verbindung des linksrheinischen Sankt Goar-Rheinfels mit den Herrschaftsgebieten auf dem Einrich.
Kaiser Ludwig IV., der Bayer (1314–1347) verlieh Graf Wilhelm I. von Katzenelnbogen am 23. Juli 1330 das Stadtrecht für seinen Ort Darmstadt. Dies bedeutete vor allem das Recht, eine Mauer zu errichten, von der heute noch Reste erhalten sind, und einen Markt abhalten zu dürfen.
Eberhard V. erbaute vor 1368 die Burg Schwalbach. Zuvor hatten Eberhard V. und sein Bruder Wilhelm II. ihren Herrschaftsbereich geteilt. Die neue Burg diente Eberhard V. als neue Residenz im nördlichen Bereich der Niedergrafschaft.
1375 waren Wilhelm II. und Eberhard V. maßgeblich an der Gründung des Löwenbundes beteiligt, der sich durch seine städtefeindliche Politik auszeichnet. 1385, nach dem Tod von Wilhelm II., wählte Gräfin Elisabeth von Katzenelnbogen das 1331 erstmals erwähnte Schloss Darmstadt als ihren Witwensitz und begründet erstmals eine fürstliche Hofhaltung in Darmstadt. 1402 starb die ältere Linie mit Eberhard V. in der männlichen Linie aus.

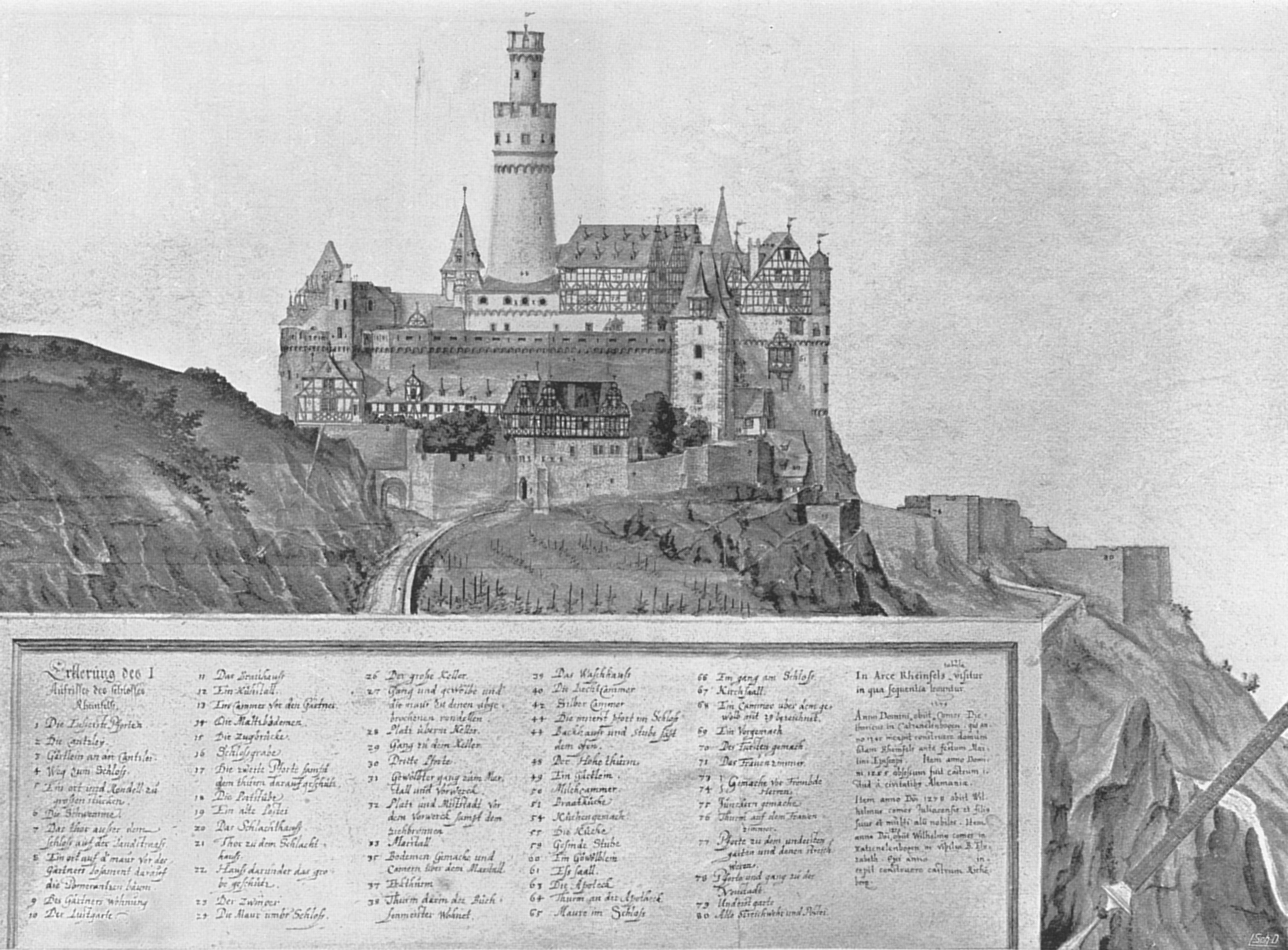
Burg Rheinfels (1607)
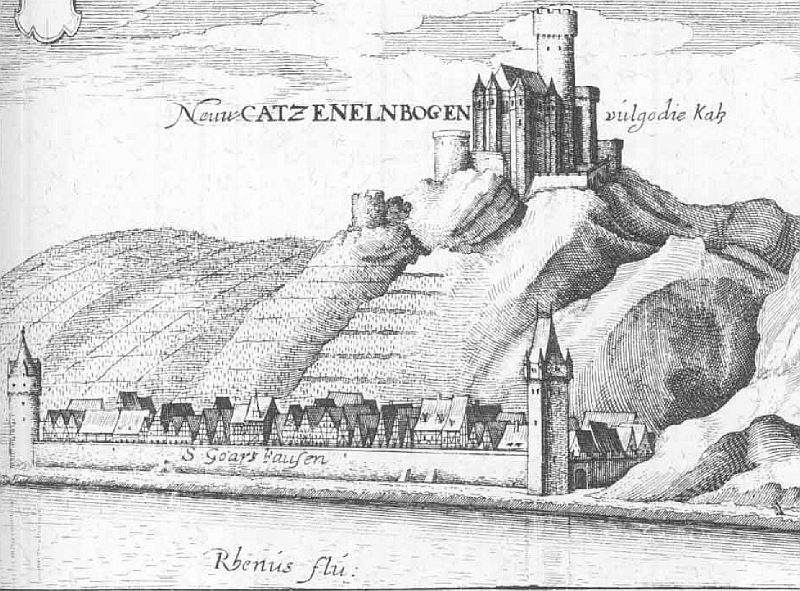
Burg Katz über Sankt Goarshausen (1655)
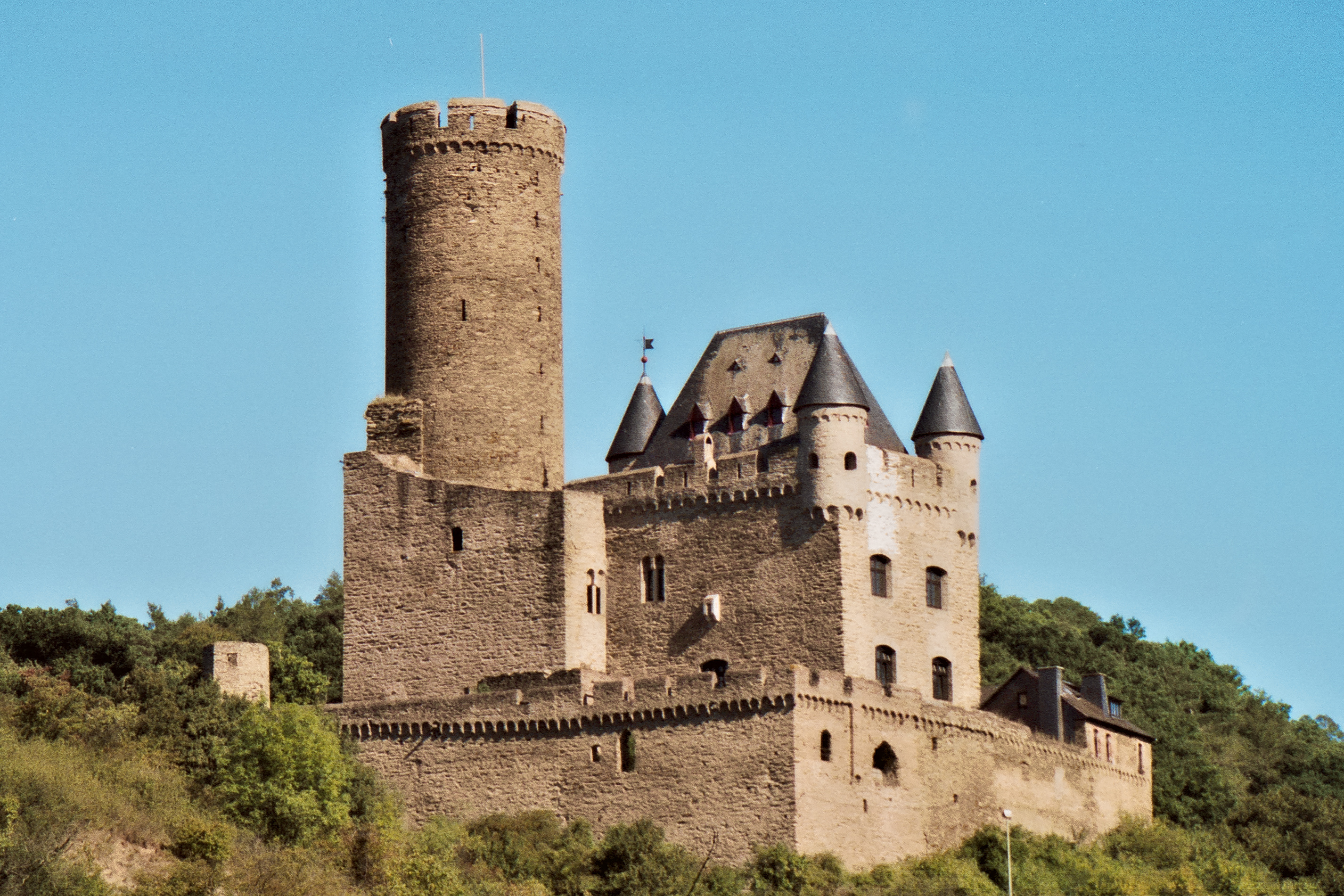
Burg Schwalbach
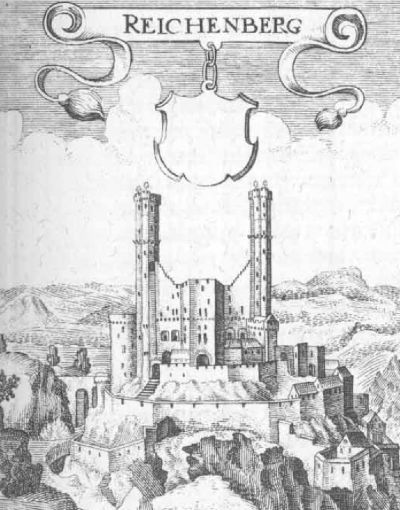
Burg Reichenberg (1655)
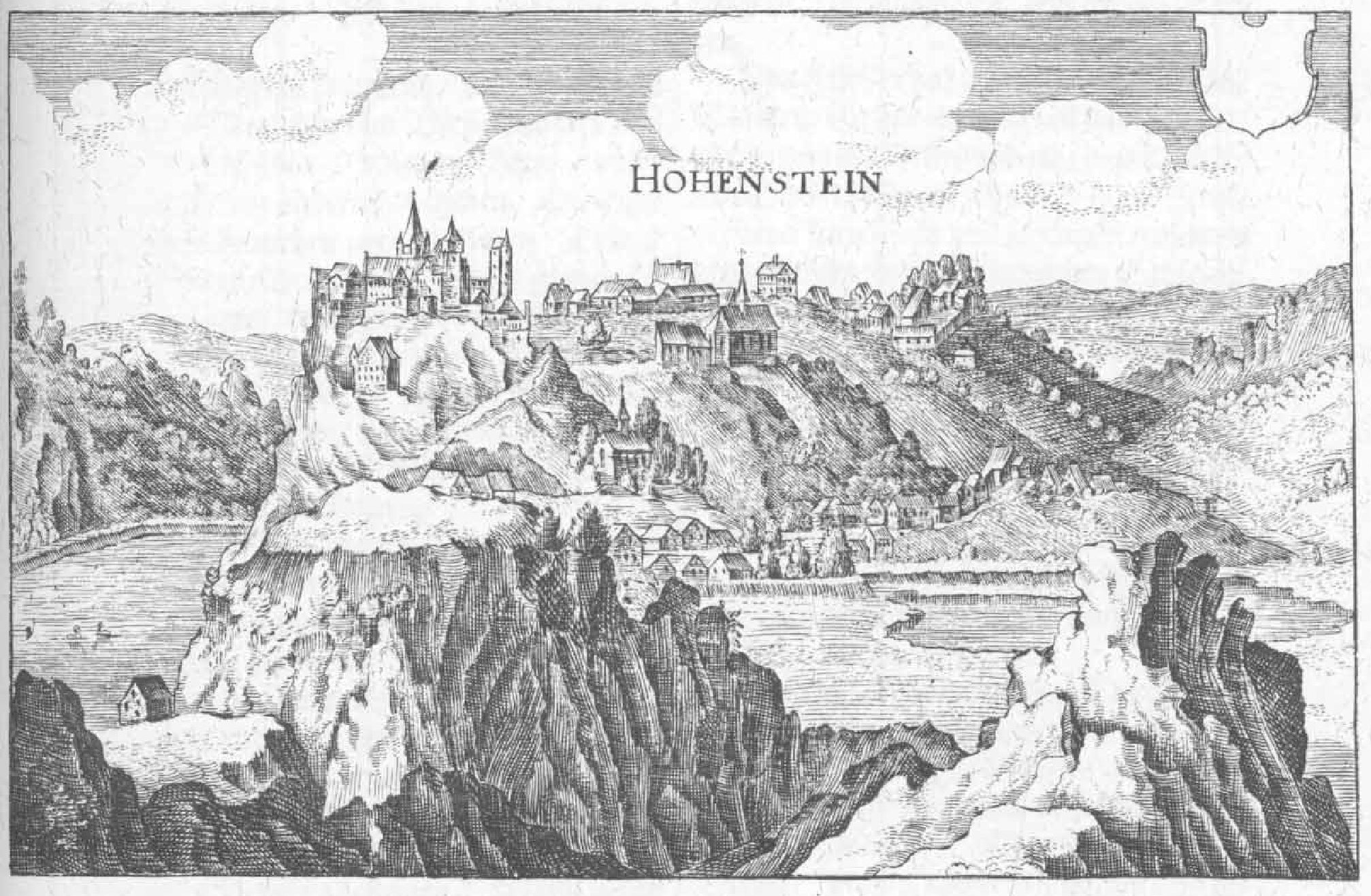
Burg Hohenstein (Taunus) (1655)
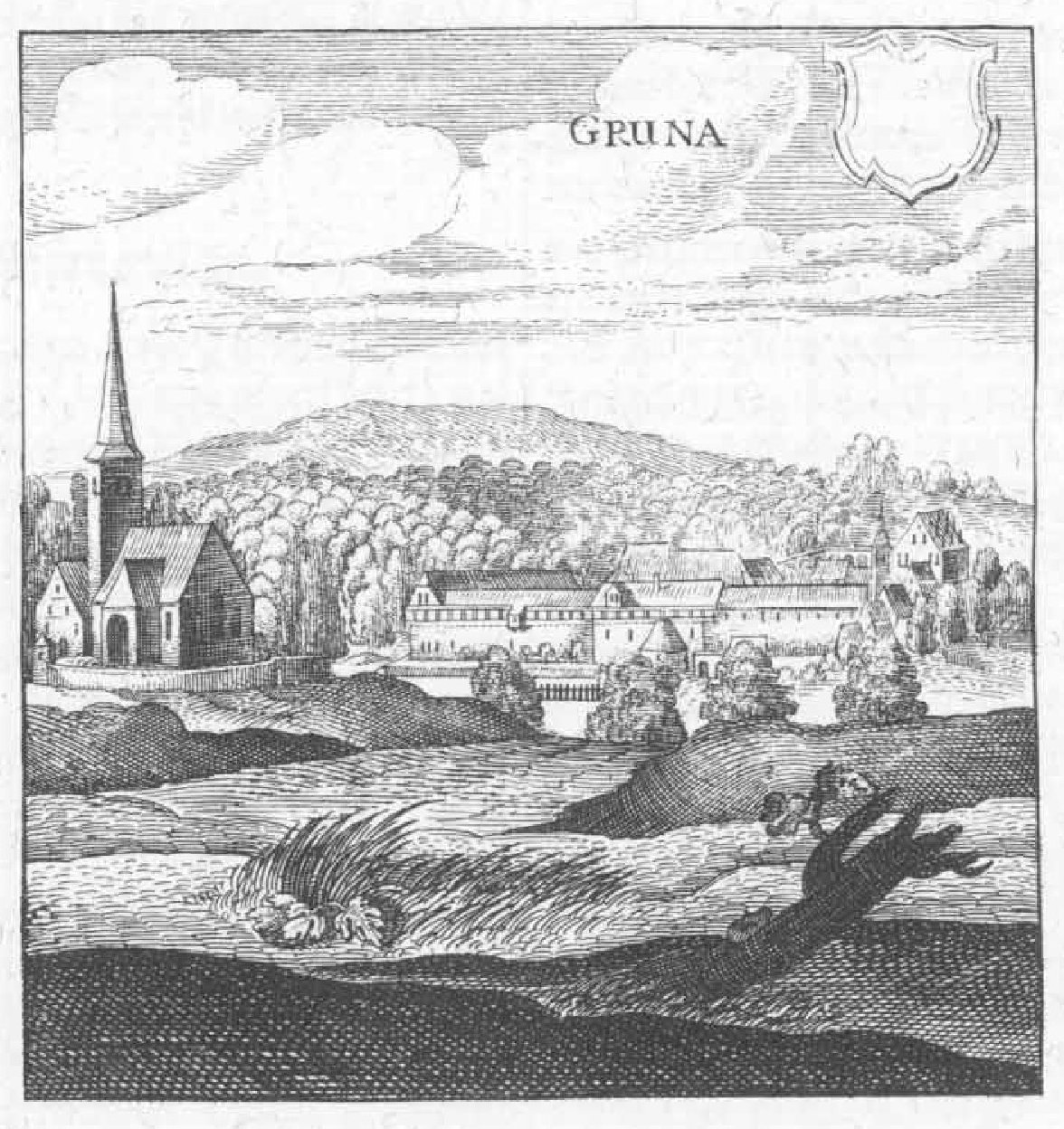
Kloster Gronau (1655)
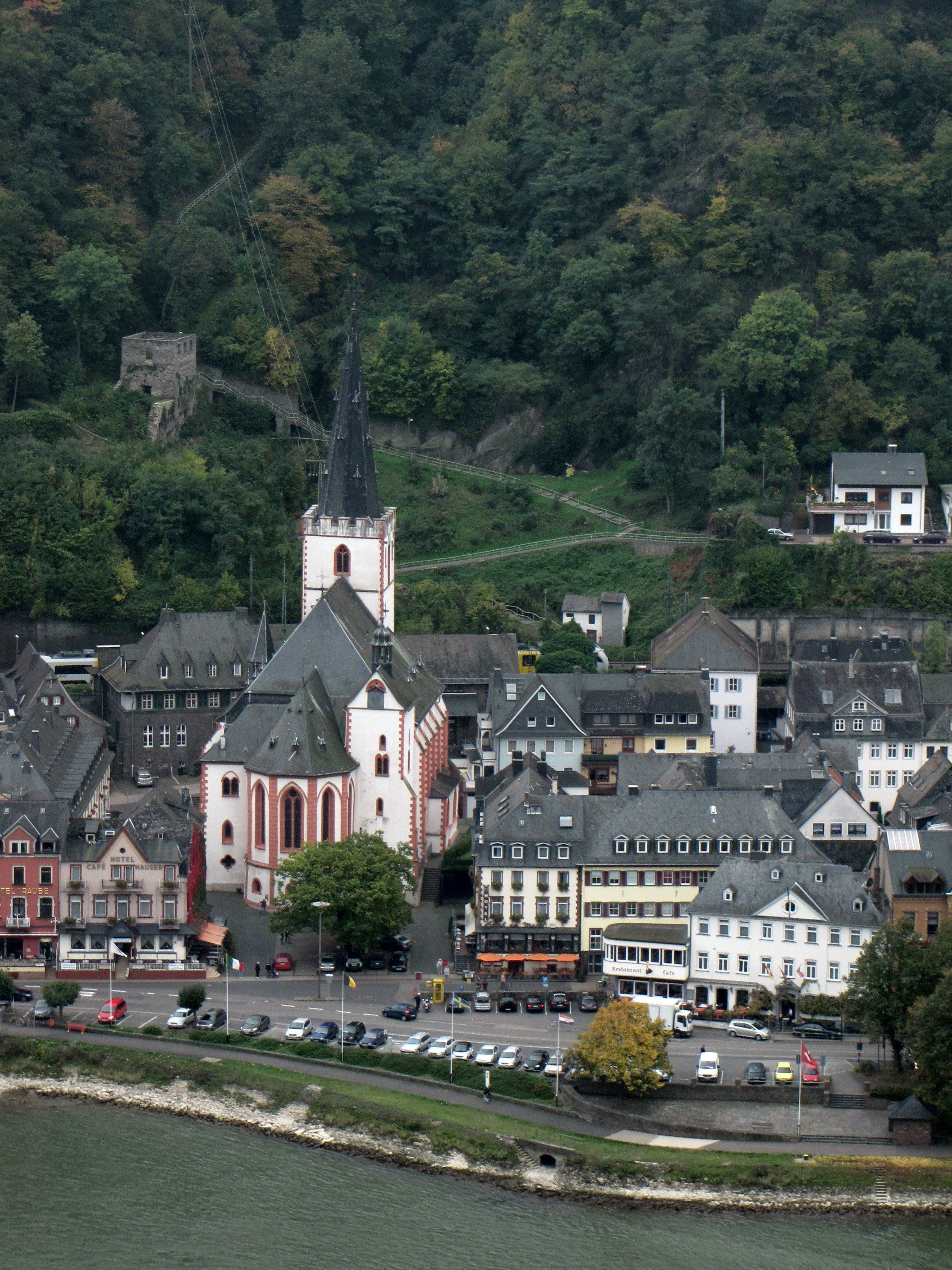
Chorherrenstift St. Goar

### Jüngere Linie
Im Jahre 1260 gründeten die Katzenelnbogener die Stadt Reinheim. Dort errichteten sie 1276 auch ein Wasserschloss.
Eberhard I., der Begründer der jüngeren Linie, trat 1275 in die Dienste des Königs Rudolf von Habsburg und wurde einer seiner bewährtesten Räte. Außerdem hatte er erheblichen Einfluss auf König Adolf von Nassau, dessen Onkel er war, und schließlich auch auf Adolfs Gegner und Überwinder König Albrecht I., den Sohn Rudolfs von Habsburg. Diesen Beziehungen entsprachen die territorialen Gewinne Eberhards I. (Tribur, Bopparder Reichszoll, Burg Braubach, Burg Stadeck).
1283 kaufte Eberhard I. die Burg Braubach, Stadt und Zoll von Braubach am Rhein. 1311 verstarb Eberhard I. Sein ihm nachfolgender Sohn Gerhard von Katzenelnbogen starb bereits 1312. Daraufhin teilten sich der Bruder Gerhards, Berthold III., und Gerhards Sohn, Eberhard II., vertreten durch Eberhards Mutter Margarethe, die Besitztümer 1318:

„Die Grafen Berthold und Eberhard v. Katzenelnbogen beschließen mit Zustimmung von Graf Bertholds Frau Adelheid und Graf Eberhards Mutter Margarethe folgendes Teilungsabkommen (mutbescheit) über ihren Besitz, das für sieben Jahre, vom kommenden 13. Juli an gerechnet, gelten soll: Die Burgen und das zugehörige Land mit Dörfern, Leuten und Gütern sollen jedem zur Hälfte zugeteilt werden. Während der sieben Jahre sollen die zu diesen Burgen, gehörenden Burgmannen gemeinsam bleiben und ihnen gemeinsam huldigen. Beide Grafen können ihre Frauen auf die ihnen bei der Teilung zugewiesenen Burgen bewittumen. Wollen sie nach Ablauf der sieben Jahre Burgen und Land endgültig teilen (deilen), soll jeder sitzen bleiben, wo er sitzt und das jetzige Teilungsabkommen (mütbescheid) als endgültige Teilung (rechte deilunge) anerkennen. Dann sollen auch die Burgmannen geteilt werden. Das jetzige Teilungsabkommen (deilen uff ein recht Mutbescheid) soll sich auch auf ihre Mannen und Kirchsätze erstrecken: wenn die sieben Jahre um sind, soll es als endgültige Teilung gelten und jeder die Mannen und Kirchsätze behalten, die ihm bei der jetzigen Teilung (in der vurgenantin mütschare) zugefallen sind. Wenn einer von ihren Leuten, es sei Mann oder Frau, Bürger oder Bauer, Kaufmann oder Jude, von dem einen Grafen zu dem andern übersiedeln will, soll es ihm nicht verwehrt werden. Eberhard soll, falls Graf Berthold stirbt, über die diesem jetzt zugeteilten Burgen und Lande keine Verfügungsgewalt (muntbarschaf) haben. Beide geloben, Güter und Festen nicht an unrechtmäßige Erben zu bringen und ermächtigen für den Fall einer beabsichtigten Zuwiderhandlung ihre Burgmannen, Mannen, Pförtner, Turmknechte und Wächter, das zu verhindern. Sie versprechen sich für die genannte Zeit gegenseitige Hilfe, wenn einem Unrecht zugefügt werden sollte. Wenn einer von ihnen verpfändete Güter einlöst, soll dem anderen die Hälfte davon zustehen, sobald er die halbe Pfandsumme erlegt. Während der genannten sieben Jahre darf Eberhard nur mit Zustimmung Bertholds etwas von den ihm zugewiesenen Burgen, Landen und Leuten versetzen, verkaufen, verleihen oder vergeben. Die Aussteller und Graf Eberhards Mutter Margarethe verzichten auf alle Forderungen, die sie bisher gegeneinander erhoben haben, und geloben eidlich, diese Teilung (mütschare) in allen Stücken zu halten.“

1354 starb mit Eberhard IV. der letzte männliche Nachkomme Bertholds III., und die jüngere Linie wurde unter Diether VIII., einem Sohn Johanns II., wieder vereint.
Am 18. Oktober 1356 erschütterte ein schweres Erdbeben den Oberrheingraben. Zahlreiche Städte, Dörfer und Burgen wurden davon betroffen, vieles stürzte ein. Hierbei stürzte auch auf dem Auerbacher Schloss der große Bergfried ein und fiel auf einige Gebäude. In der Folgezeit (ab 1370) wurde das Auerbacher Schloss, durch erhebliche Umbau- und Erweiterungsmaßnahmen (erste Bastion in Deutschland), zu einer der modernsten Burganlagen seiner Zeit ausgebaut.
Durch die immensen Kosten der Baumaßnahmen in der Obergrafschaft war Diether VIII. 1384 gezwungen, seine Dörfer und Gerichte Auerbach, Hausen, Biebesheim, Pfungstadt, Griesheim, Büttelborn, Dornheim, Trebur, Gerau, Worfelden, Schneppenhausen, Arheilgen, Roßdorf, Gundernhausen, Ramstadt, Frankenhausen, Ober-Beerbach, Überau und seine Anteile an Bieberau, Obern- und Niedernhausen, Nonrod, Meßbach, Dudenhofen und alle anderen Dörfer, Weiler, Höfe, Gerichte und Hörige, welche er zwischen Rhein, Main und Neckar besaß, an den Erzbischof Adolf von Mainz zu verpfänden.

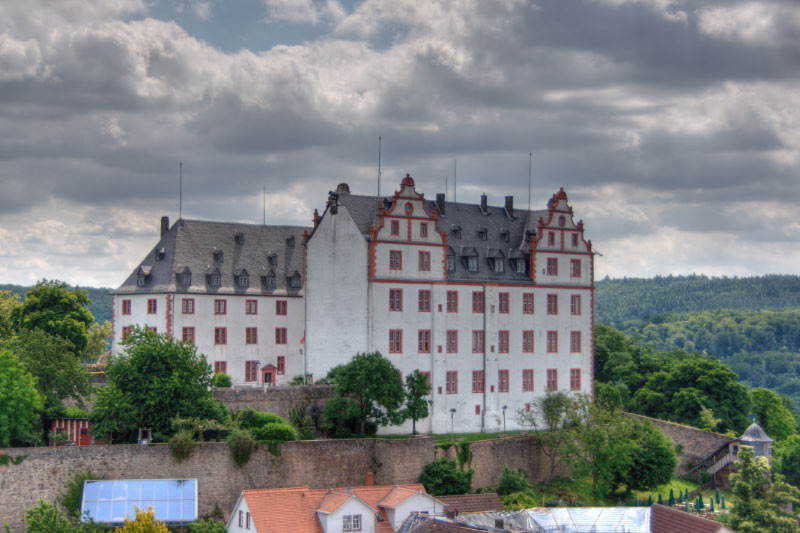
Schloss Lichtenberg
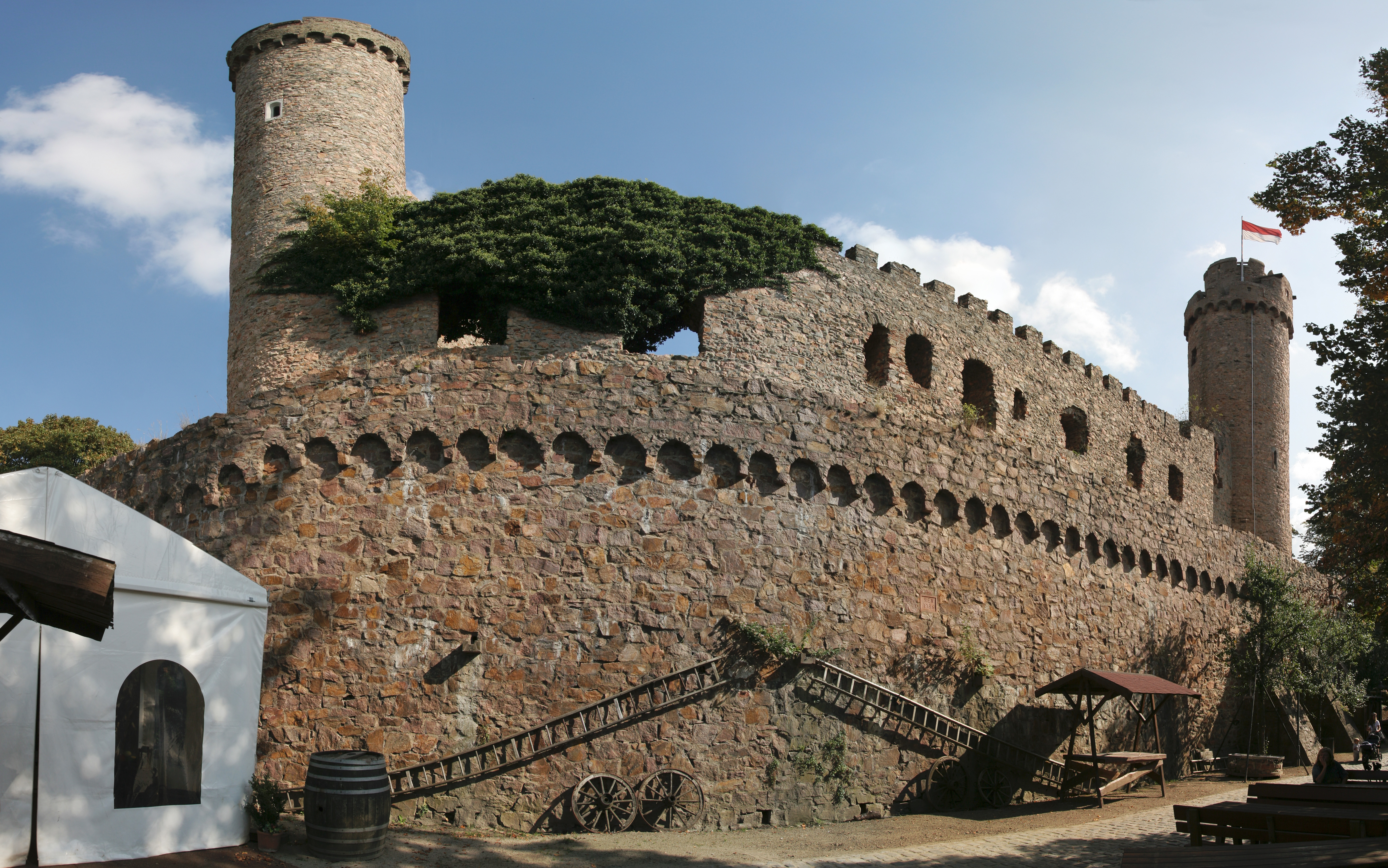
Schloss Auerbach
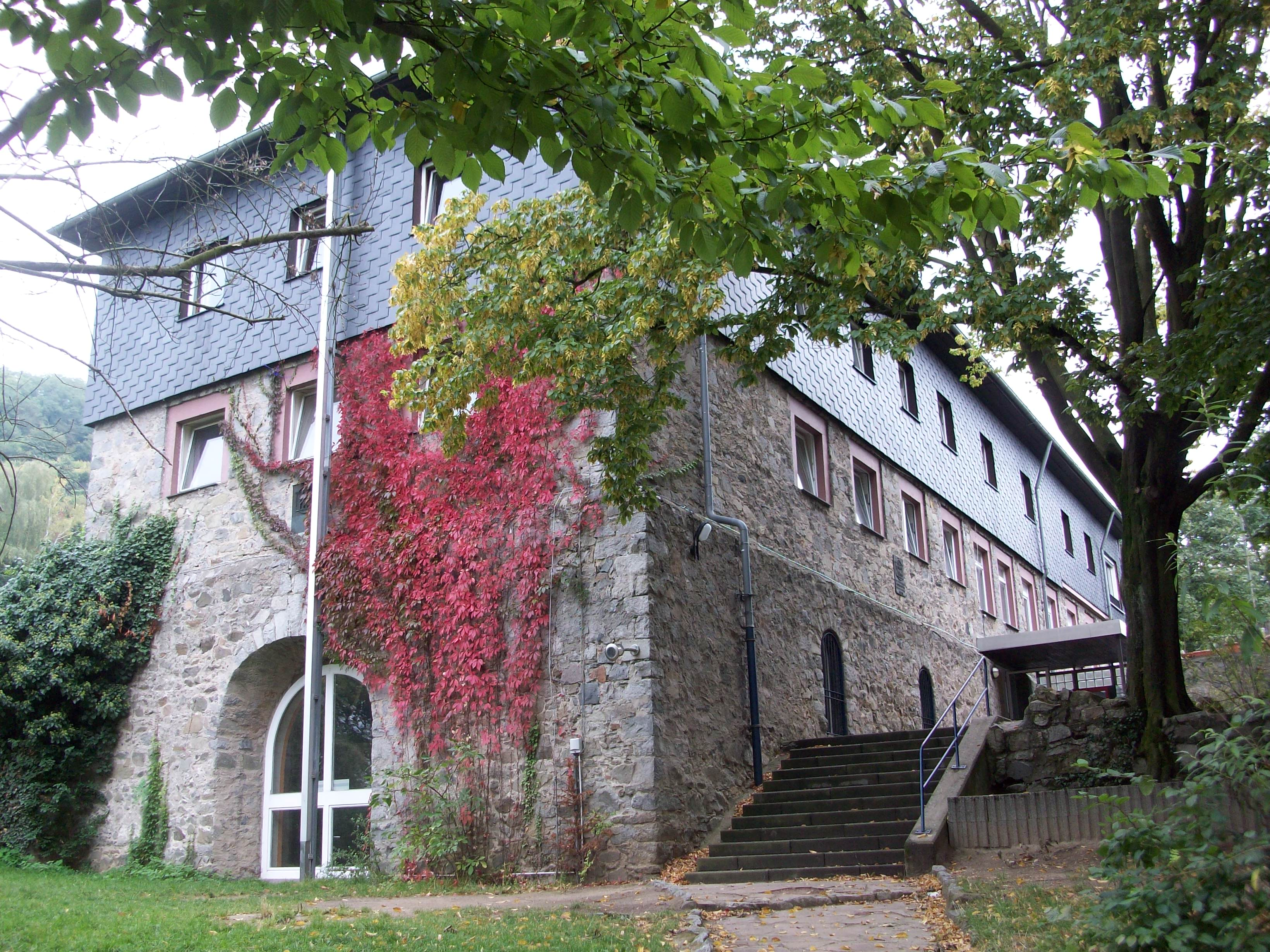
Obere Burg Zwingenberg
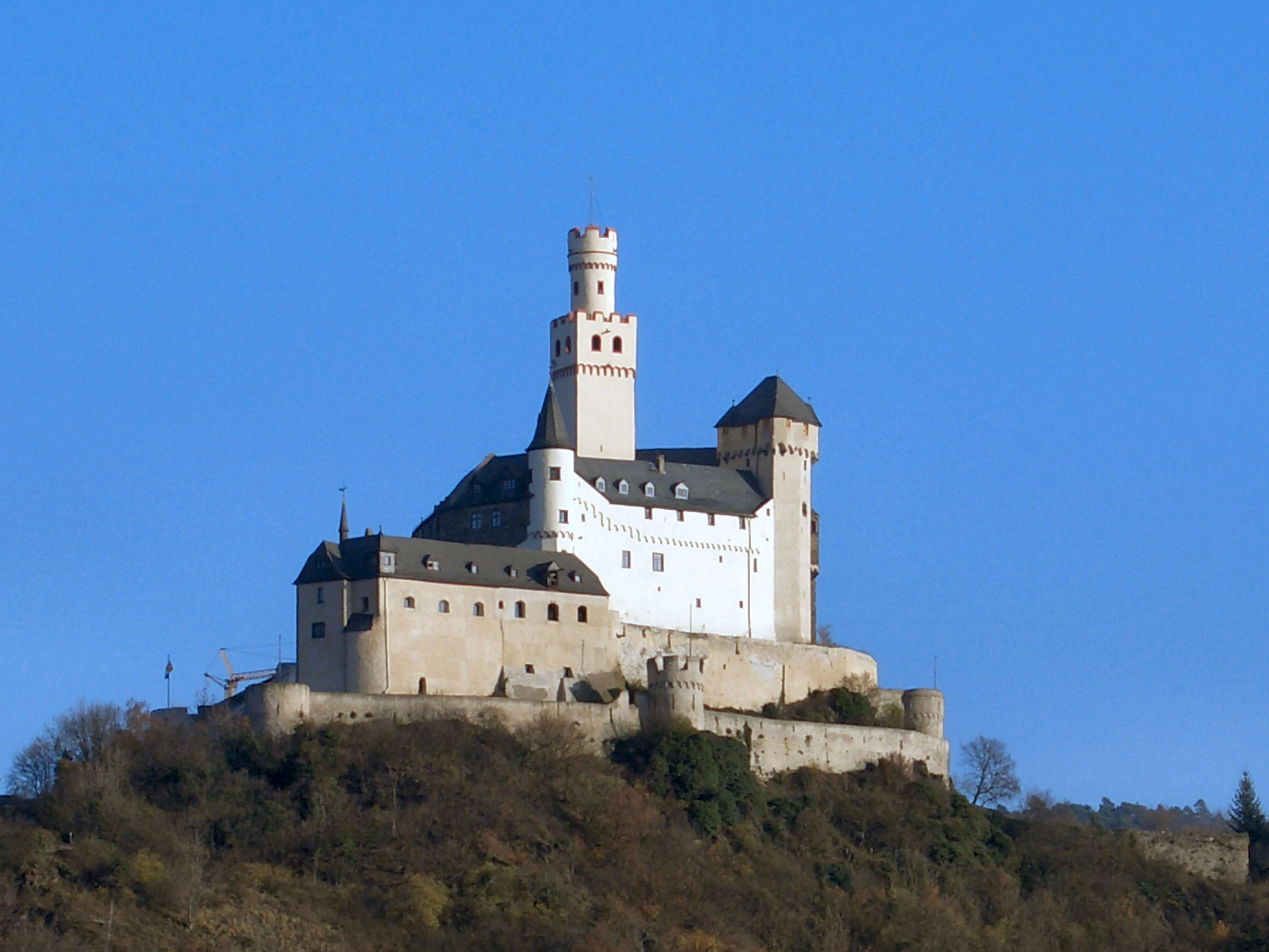
Marksburg über Braubach
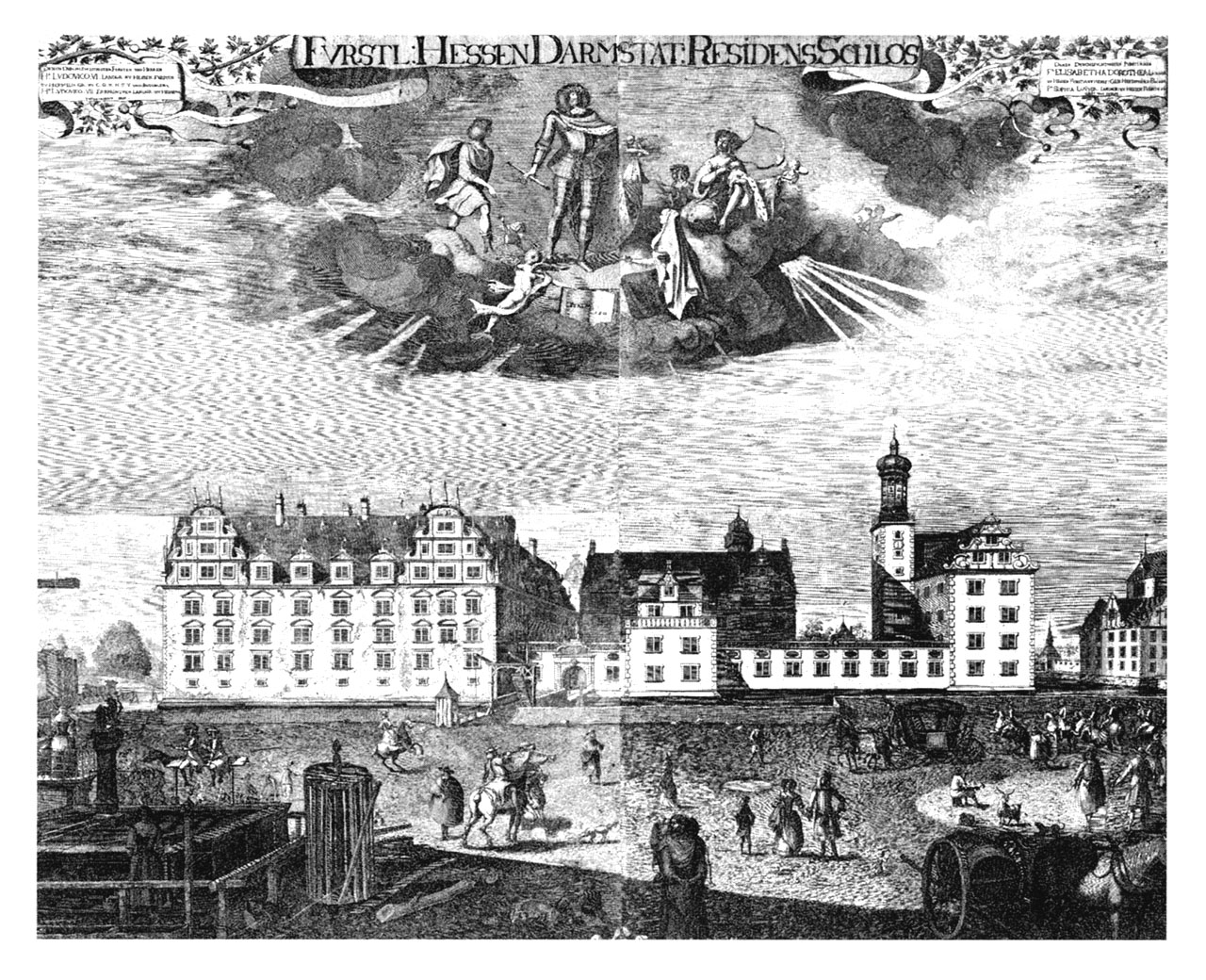
Schloss Darmstadt (1676)
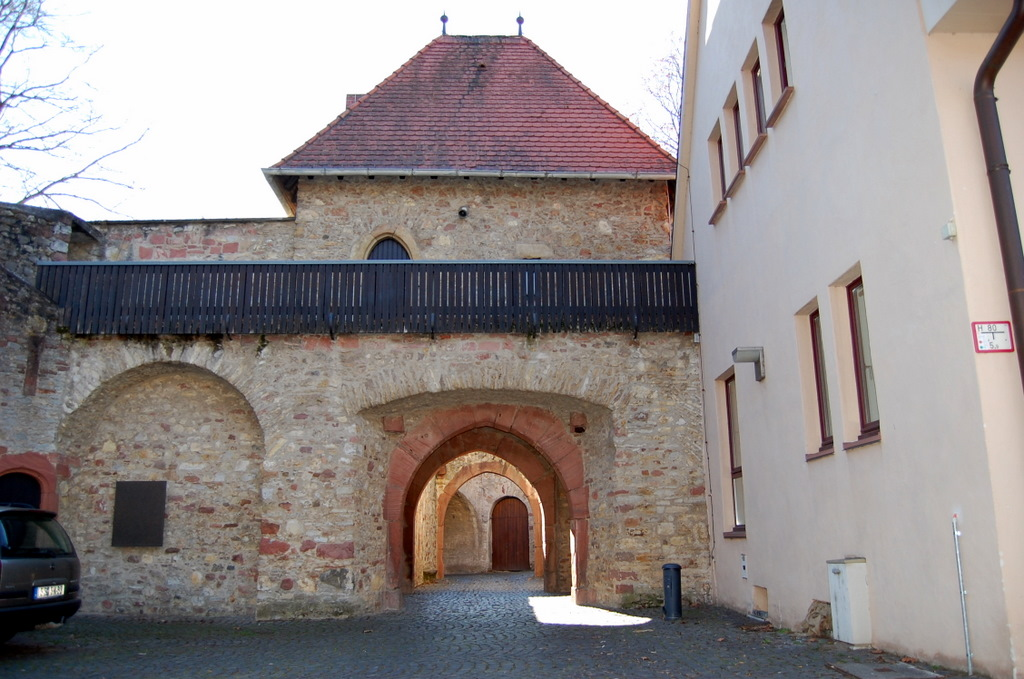
Festung Rüsselsheim

### Vereinigung
Beide Linien wurden 1402 durch Johann IV., Sohn von Diether VIII., durch Heirat mit Anna von Katzenelnbogen (ältere Linie) wieder vereint. Dabei wurde, ungewöhnlich für die nordwestliche Reichsregion, Primogenitur vereinbart, um fortan eine erneute Teilung zu vermeiden.

### Ende und Erbfall an Hessen
1457 heiratete Anna von Katzenelnbogen, Erbtochter Philipps des Älteren, den Landgrafen Heinrich III. von Hessen-Marburg. Mit Philipps Tod im Jahr 1479 fiel die Grafschaft Katzenelnbogen daher an die Landgrafen von Hessen; Landgraf Heinrich III. erhielt seinen Beinamen „der Reiche“ aufgrund dieses Erbes. Im hessischen Fürstenhaus wird noch heute Graf zu Katzenelnbogen als einer der Titel geführt.

### Wirtschaftliche Grundlagen
Nach dem Erhalt eines ersten Zollprivilegs am Rhein in Sankt Goar im Jahr 1219 sicherte sich das Haus in den folgenden Jahrhunderten mehrere Zölle, Zollbeteiligungen und Zollrenten am Rhein, von Gernsheim im Hessischen Ried bis Lobith im Gelderland. Die Einnahmen daraus bildeten eine wesentliche Machtbasis der Katzenelnbogener. Darüber hinaus etablierte das Grafenhaus in den folgenden Jahrhunderten eine ungewöhnlich stark durchorganisierte Bewirtschaftung umfangreicher Wälder in Hunsrück, Odenwald und Taunus, der Schafzucht (im Mai 1465 wurden alleine in der Obergrafschaft gut 10.500 Schafe geschoren), im Gemüseanbau insbesondere im Gebiet rund um Groß-Gerau und in der Getreidewirtschaft. Zudem unterhielt das Adelshaus eine große Rheinflotte, die die Landwirtschaftsgüter zu den beiden wichtigsten Handelsplätzen Mainz und Köln transportierte. Insbesondere im 15. Jahrhundert betrieb Katzenelnbogen im großen Stil Geldverleih, in erster Linie an die Erzbistümer Mainz und Trier. Dieses Geschäft ermöglichte die Übernahme großer Territorien und Rechte der Schuldner.
In der Reichssteuerliste von 1422 standen die Katzenelnbogener in einer 86 Namen umfassenden Gruppe von Grafen und Herren an 4. Stelle und in der Liste von 1431, die 77 Namen umfasst, wurden sie nur noch von den Württembergern übertroffen.

## Herkunft des Namens

### 1. Version
Der Name Katzenelnbogen stammt von lateinisch Cattimelibocus. Die Chatten waren die Vorfahren der heutigen Hessen. Mit Melibokus wurde in der Antike (z. B. bei Ptolemäus) ursprünglich ein Berg wie z. B. der Melibokus oder der Brocken bezeichnet. Das Wort bedeutet mithin so viel wie Berg der Chatten.

### 2. Version
Die Siedlung des Chazo an der Krümmung (Ellenbogen) des Dörsbach (Bachlauf durch den Ort Katzenelnbogen).

### Siegel
Die eigene Schreibweise des Namens, erhalten auf Siegeln, unterscheidet sich im Laufe der Zeit:
- Diether V. – Datierung: 1258. – Umschrift: (SIGILLUM) (D)ITERI COMITIS DE CA(HCEN)ELLENB(OGEN); Bild: steigender, gekrönter Löwe.
- Diether V. – Datierung: 1267. – Umschrift: (S.) (DITHERI) (COMITIS) (DE) (KAZENELLEN)BOGEN; Bild: steigender, gekrönter Löwe.
- Eberhard I. – Datierung: 1272. – Umschrift: S(IGILLUM) EBERHARDI CO(MITIS) (DE) (KAZIN)ELINBOGE(N); Bild: steigender, gekrönter Löwe.
- Eberhard I. – Datierung: 1293. – Umschrift: S. EBER(HAR)DI COM(ITIS) (DE) KAZINELINBO(GEN); Bild: steigender, gekrönter Löwe.
- Eberhard I. – Datierung: 1311. – Umschrift: S. EBERHARDI COMITIS D(E) KAZINELINBO(GEN); Bild: steigender, gekrönter Löwe.
- Wilhelm I. – Datierung: 1311. – Umschrift: S. WIL(HEL)MI COM(ITIS) (DE) (KATZENELEN)BOGEN; Bild: steigender, gekrönter Löwe.
- Adelheid, geb. von Sayn, Ehefrau des Berthold III. – Datierung: 1318. – Umschrift: + S(IGILLUM) ALHEIDIS (COMI)TISSE DE KACINEL(IN)BOG(IN); Bild: nach rechts gewendete, auf einem Pferd sitzende und hersehende Gräfin, auf ihrer Rechten ein sitzender Falke, zwischen den Beinen des Pferdes ein Jagdhund.
- Berthold III. , Sohn des Eberhard I. – Datierung: 1318. – Umschrift: + S(IGILLUM) BERTOLDI FILII EBER(HARDI) COM(ITIS) DE KAZINELINBOGE(N); Bild: nach rechts gewendeter, galoppierender, geharnischter Reiter, in der Linken gezücktes Schwert, in der rechten vor der Brust gehaltenes Wappenschild: steigender, gekrönter Löwe.
- Wilhelm II. , Sohn des Wilhelm I. – Datierung: 1335. – Umschrift: S(IGILLUM) SECRET(UM) WILHEL(M)I COMIT(IS) DE KAZZI(NEL)BOGEN; Bild: steigender, gekrönter Löwe.

## Wappen
Das Stammwappen zeigt in Gold einen aufrechten, blaubewehrten, blaubezungten und blaugekrönten, roten gelöwten Leoparden. Auf dem Helm mit rot-goldenen Decken ein geschlossener schwarzer Flug, beiderseits  belegt mit je einer wie der Schild tingierten Scheibe.

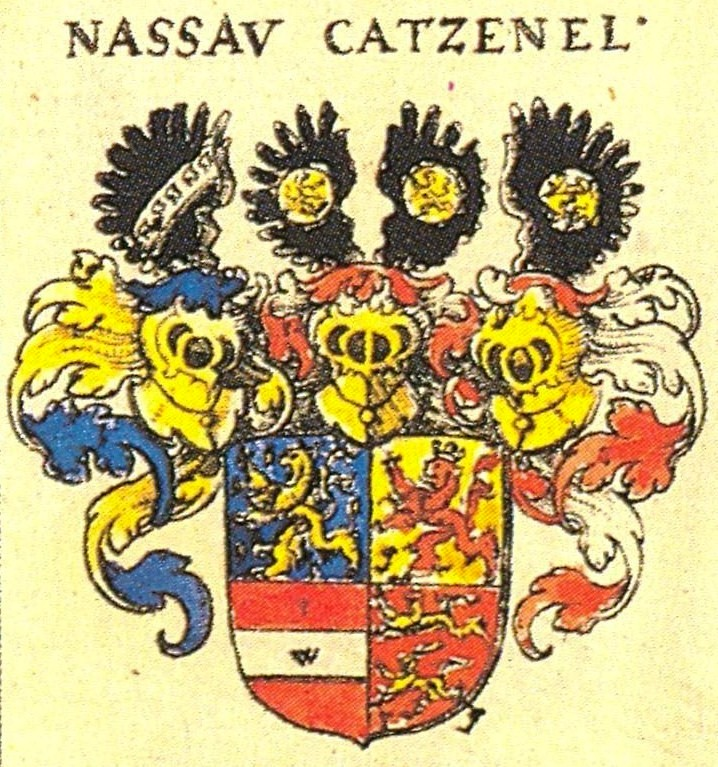
Wappen der Grafen zu Nassau-Catzenelnbogen (= Nassau-Dillenburg) im Siebmacher von 1605
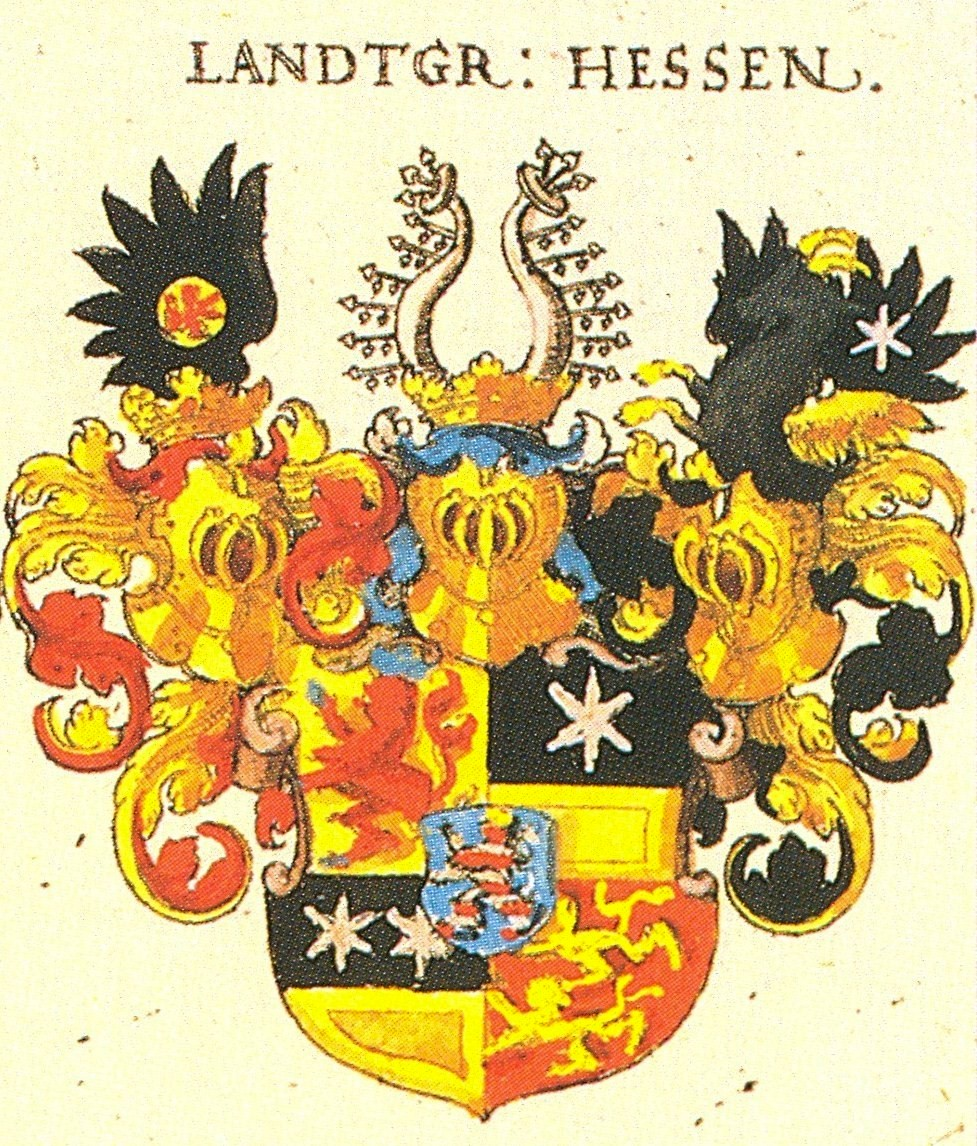
Wappen der hessischen Landgrafen im Siebmacher von 1605

Die Nachfahren des Grafen zu Nassau-Dillenburg, Johann VI. Graf zu Nassau, Katzenelnbogen und Diez († 1606), zeitgenössisch wurde er u. a. auch kurz Graf zu Nassau-Katzenelnbogen genannt, führten als katzenelnbogische Erben 1559–1739 über dem gevierten Schild drei Helme, der mittlere mit der katzenelnbogischen Helmzier, der Symmetrie wegen jedoch mit offenem Flug.
Die hessischen Landgrafen führten, ebenfalls als Erben der Grafen von Katzenelnbogen, den Flug hingegen weiterhin geschlossen in ihrem Oberwappen.

## Vögte von Katzenelnbogen
- Diether I. (* 1065; † 1095), Vogt der Abtei Prüm
- Diether II. (* ?; † ?)
- Heinrich I. (* ?; † 1102)

## Grafen von Katzenelnbogen
- Heinrich II. (* ca. 1124; † 1160)
- Heinrich III. (* ?; † ca. 1179)
- Diether III. (* ca. 1160; † ca. 1219)

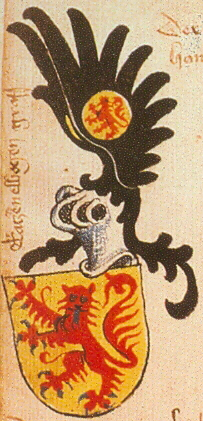
Wappen im Ingeram-Codex

- Diether IV. (* ?; † 1245), auch „comes de Lichtenberg“ (Graf von Lichtenberg) genannt[15][9][16]

Ab der Teilung 1260:

### Ältere Linie
- Diether V. (* ?; † 1276)
- Wilhelm I. (* 1276/1277; † 1331)
- Wilhelm II. (* vor 1331; † vor dem 23. Oktober 1385)[17][18]
- Eberhard V. (* ca. 1322; † 1402)

### Jüngere Linie
- Eberhard I. (* um 1243; † 1311)
- Gerhard (* ?; † 1312) Sohn von Eberhard I.
  - Eberhard II. (* ?; † 1329)[19]
  - Johann II. (* ?; † 1357)Grabplatte von Graf Johann II. von Katzenelnbogen in der Basilika des Klosters Eberbach
    - Diether VIII.

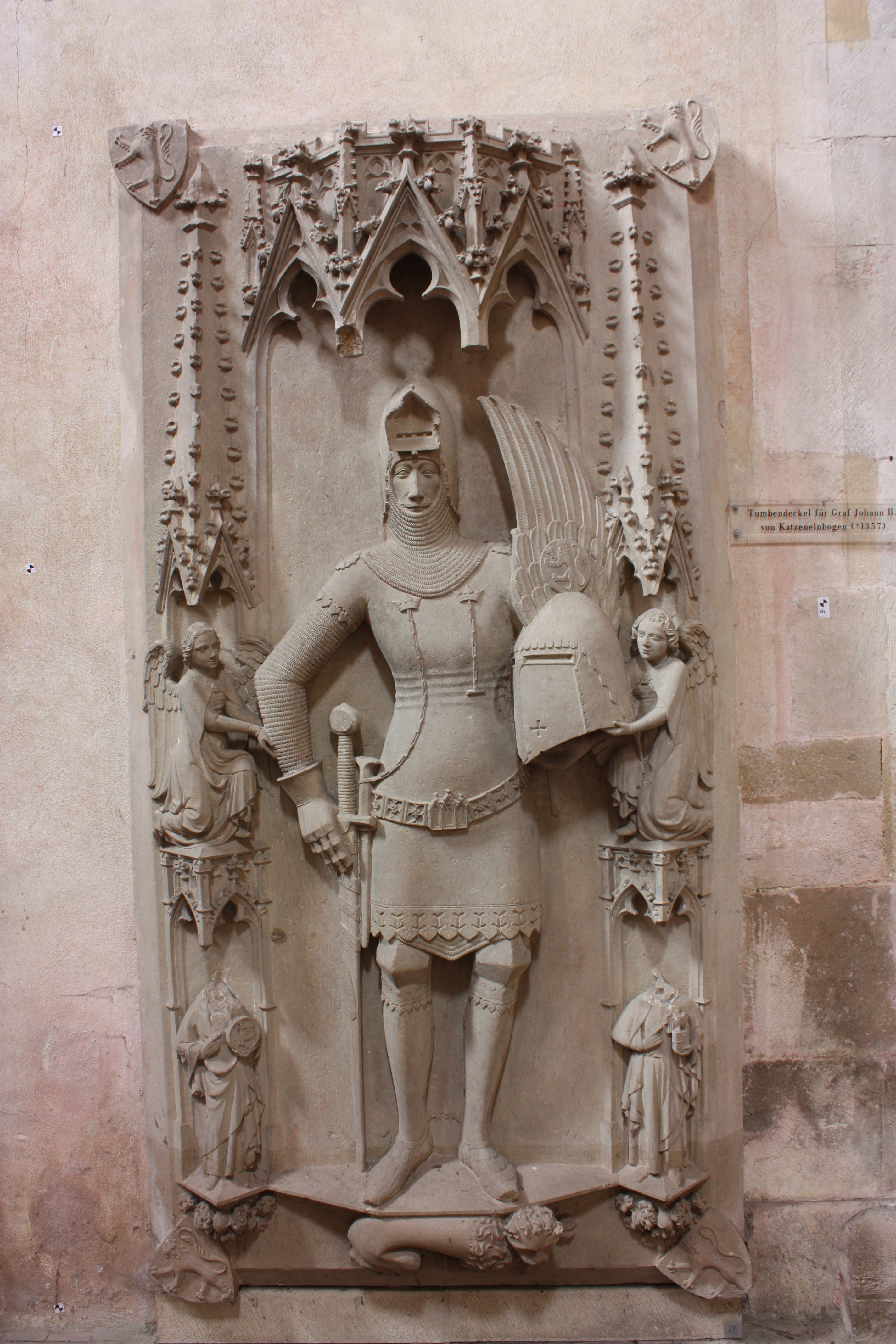
Grabplatte von Graf Johann II. von Katzenelnbogen in der Basilika des Klosters Eberbach

- Berthold III. (* ?; † 1321) Sohn von Eberhard I.[19]
  - Eberhard III. (* ?; † 1328)
    - Eberhard IV. (* ?; † 1354) Linie ausgestorben, das Erbe fällt an Diether VIII.
- Diether VIII. (* 1340; † 1402)

Nach der Vereinigung 1402:
- Johann IV. (* ?; † 1444), heiratete 1385 Anna von Katzenelnbogen (Ältere Linie)
- Philipp I. (* 1402; † 1479), auch der Ältere genannt, verh. 24. Februar 1422 mit Anna von Württemberg; verh. 24. Januar 1474 mit Anna von Nassau-Dillenburg

## Bekannte Mitglieder des Geschlechts
- Hermann II. von Katzenelnbogen (1174–1203), Bischof von Münster
- Berthold II. von Katzenelnbogen, Ritter des vierten Kreuzzuges
- Lisa von Katzenelnbogen (1299–1357), Äbtissin im Stift Nottuln
- Elisabeth von Hanau (1355?–1396), Ehefrau von Wilhelm II.
- Ottilie von Katzenelnbogen (1453–1517), Tochter von Philipp dem Jüngeren
- Einhard II. von Katzenellenbogen († 1067), Bischof von Speyer
- Philipp von Katzenelnbogen († 1173), Bischof von Osnabrück

### Historische Forschung
- Karl E. Demandt: Geschichte des Landes Hessen. 2. neubearbeitete und erweiterte Auflage. Bärenreiter, Kassel u. a. 1972, ISBN 3-7618-0404-0, S. 207–216.
- Karl E. Demandt: Regesten der Grafen von Katzenelnbogen. 1060–1486 (= Veröffentlichungen der Historischen Kommission für Nassau 11). 4 Bände. Historische Kommission für Nassau : Wiesbaden 1953–1957 (Unveränderter Nachdruck), ISBN 978-3-922244-14-1.
- Karl E. Demandt: Kultur und Leben am Hofe der Katzenelnbogener Grafen. In: Nassauische Annalen 1950, S. 149–180.
- Karl E. Demandt: Die Anfänge des Katzenelnbogener Grafenhauses und die reichsgeschichtlichen Grundlagen seines Aufstieges. In: Nassauische Annalen 1952, S. 17–71.
- Karl E. Demandt: Die letzten Katzenelnbogener Grafen und der Kampf um ihr Erbe. In: Nassauische Annalen 1955, S. 93–132.
- Karl E. Demandt: Das Katzenelnbogener Grafenhaus. In: Nassauische Annalen 1980, S. 65–76.
- Karl Ernst Demandt: Katzenelnbogen. In: Neue Deutsche Biographie (NDB). Band 11, Duncker & Humblot, Berlin 1977, ISBN 3-428-00192-3, S. 336 f. (Digitalisat).
- Klaus Eiler: Politischer Umbruch an der unteren Lahn in den Grafschaften Katzenelnbogen und Diez im 16. Jahrhundert. In: Nassauische Annalen, Wiesbaden 1989, S. 97–114.
- Karl Wilfried Hamel: Auerbacher Schloß. Feste Urberg, die bedeutendste Burganlage der Obergrafschaft Katzenelnbogen. Beschreibung, Information, Gastlichkeit und Geschichte. AAA-Verlag, Bensheim-Auerbach 1997, ISBN 3-9803139-0-5.
- Michael Hollmann, Michael Wettengel: Nassaus Beitrag für das heutige Hessen (= Hessen. Einheit aus der Vielfalt 2). Hessische Landeszentrale für Politische Bildung, Wiesbaden 1992, ISBN 3-927127-09-4, S. 15–18, 26–27.
- Rainer Kunze: Burgenpolitik und Burgbau der Grafen von Katzenelnbogen bis zum Ausgang des 14. Jahrhunderts (= Veröffentlichungen der Deutschen Burgenvereinigung 3, ZDB-ID 258453-0). Verlag der Deutschen Burgenvereinigung, Braubach 1969.
- Thomas Lange: Hessen-Darmstadts Beitrag für das heutige Hessen (= Hessen. Einheit aus der Vielfalt 3). Hessische Landeszentrale für Politische Bildung, Wiesbaden 1993, ISBN 3-927127-12-4, S. 9–15.
- Margret Sänger: Die Burgfrieden der Grafen von Katzenelnbogen, in: Blätter für deutsche Landesgeschichte 116 (1980), S. 189–234.
- Reinhard Suchier: Genealogie des Hanauer Grafenhauses. In: Festschrift des Hanauer Geschichtsvereins zu seiner fünfzigjährigen Jubelfeier am 27. August 1894. Hanau 1894, S. 7–23.
- Ottraud Rozumek-Fechtig: Die Burgen der Grafen von Katzenelnbogen, Schriftenreihe des Museums Schloß Lichtenberg Nr. 9, ISBN 3-923 366-04-3, Verlag des Museums Schloß Lichtenberg (1995)
- Literatur über Grafschaft Katzenelnbogen nach Register nach GND In: Hessische Bibliographie

### Belletristik
- Käthe Papke, „Frei von Ketten, Historische Erzählung“, Christl. Verlagshaus, 3. Auflage 1986, – ISBN 3-7675-3274-3 (Geschichte der Katzenelnbogen zur Zeit des Übergangs der Krone von Rudolf I. von Habsburg auf Adolf von Nassau (1292) in Form von Tagebuchaufzeichnungen)
- Alexander Nix: „Loreley“, Roman, Econ-Verlag, 420 S., ISBN 978-3-547-77164-0 (Fantastische Erzählung aus der Grafschaft Katzenelnbogen)